# 이기붕
이기붕(李起鵬, 1896년 12월 20일 ~ 1960년 4월 28일)은 일제강점기와 대한민국의 정치가이다. 제3대 국회 전반기·후반기·제4대 전반기 국회의장이다.

## 이력
몰락한 왕족 출신으로 충청북도 괴산군 괴산읍에서 출생하여 한성부에서 성장한 그는 8·15 광복 이후 이승만의 비서, 국방부 장관, 서울특별시 시장, 국회의장직을 역임하였다. 그는 조선 태종의 차자(次子)인 효령대군 이보(李補)의 17대손으로, 흥선대원군의 측근이었다가 임오군란에 연루되어 처형된 이회정의 증손이었다.
미국 명문대 아이오와 주립 데이버 대학교를 나온 후 귀국하였다. 이승만의 지시로 자유당의 창당을 주도하였고 1951년 김성수 등 한민당을 야당으로 이승만이 자유당 조직을 결성할 때 그것을 도와서 신당의 중앙위 의장에 추대되어 당의 실권을 잡았다. 1954년에는 국회의장이 됨과 동시에 본인의 아들 이강석을 이승만의 후계자로서 대통령 관저인 경무대로 보냄으로써 이승만의 뒤를 이어 최고의 권력자로 군림하고, 그의 거처는 서대문 경무대라 불릴 정도로 권력을 쥐게 되었다.
1956년 제3대 정부통령 선거에 출마했으나 낙선하였고 1960년에 실시한 1960년 정부통령 선거로 당선되었으나 부정선거임이 밝혀지면서 사퇴하였다. 해외로 도주하려던 그해 4월 28일 아들 이강석에 의해 권총으로 살해되었다.

#### 출생과 유년기
만송(晩松) 이기붕은 충북 괴산군 청천면 후평리에서 몰락한 양반가의 독자로 태어났다. 조선 태종의 차남 효령대군의 17대손이었으나, 왕족으로서의 대우는 13대조에서 끝이 났고, 그 뒤 자손들의 현달로 증 의정부영의정에 추증된 전성군 이대는 그의 12대조였다. 그의 증조부 이회정(李會正)은 조선 후기의 문신으로 흥선대원군의 수하에서 활약하다가 임오군란에 연루, 명성황후의 민씨 정권에 의해 유배되었다가 처형당했다 한다.

#### 학창 시절
그는 한글학자인 주시경을 만나 그의 영향을 받게 되었다. 주시경 외에 최린 등을 은사로 만났고, 중학교 2학년 때는 이승만(李承晩)을 만나 알게 되었다. 학생으로는 허정, 김도연 등을 만나 친분관계를 쌓기도 했다. 그러나 보성중학교 재학 당시 그의 가정 환경은 어려워져 경성부를 떠나 경기도 수원 매향교 다리 근처로 이사하여 지내게 되었다. 집안에 식량이 부족하고 양식을 구할 수 없어 생식을 1년간 하기도 했다. 몸이 병약하여 통학이 어려웠던 그의 어려운 환경을 들은 보성중학교 당시 교장 최린(崔麟)의 주선으로 동창 김찬(金燦)이 자신의 집에서 하숙하도록 도와주어 학교를 다닐 수 있었고, 다시 친구인 최승만의 집으로 옮겨가서 중학교를 마쳤다. 또한 최린은 그에게 몸이 약한 사람은 생식을 하면 위험하다며 생식을 그만두게 하였다.
체력이 약했던 그는 운동회에 상을 타는 것을 부러워하여 매일 새벽에 남산을 뛰어갔다가 오는 연습을 4개월간 반복하여 하다가 운동회에 500m 경주에서 2등으로 입상하기도 했다. 보성중학교 재학 중 사생대회에 그는 빅토르 위고의 레미제라블의 한글번역본 책표지의 장발장 그림을 모사하여 출품하고 제목을 귀향노인이라는 이름으로 제출하였다. 당시 최남선은 어느 잡지에 보성중학교의 이군의 귀향노인이라는 작품은 장발장을 연상케 한다는 논평을 낸 것을 이기붕은 후일 우연히 발견하였다. 보성중학교의 이사장이었던 손병희는 직접 학생들에게 여비를 주고 도보여행으로 경상북도 경주시까지 수학여행을 갔다. 그러나 그의 체력이 병약하여 학교 이사장인 손병희는 그를 경주여행에 데려가는 것을 주저하였으나 울면서 애걸하여 경주에 같이 가게 되었다. 대구까지 기차로 여행한 뒤 대구에서 내려 경주까지 도보로 걸어가게 되었는데 키가 크고 나이 많은 학생들은 발이 붓고 터지고 병이 나고 하였다. 안데리고 가겠다는 것을 떼를 써서 가게 된 그는 이를 악물고 끝까지 참고 따라갔다고 한다. 이후 중학교를 졸업했고 1915년 경성 보성고등보통학교로 입학한다. 중학교 졸업 직후 중국인 교회에 다녔고, 남궁억과 함께 교회 성가대원으로도 활동했고, 악기 연주도 하였다. 중학교 졸업 직후 일시적으로 서양인의 통역으로 취직하기도 했다.

#### 도미 유학
보성고등보통학교 졸업이후 1918년 연희전문학교에 진학했으나 중퇴하였다.
연희전문학교 중퇴 후 막일을 전전하던 중, J.R.무스 선교사의 통역으로 활동하였다. 그러나 통역 당시 성경 번역에 쓰던 훈민정음체를 사용하지 않고, 주시경의 한글체(현대한글체)를 사용한 것이 문제되어 무스 선교사와 갈등하였고, 결국 무스와 싸운 뒤 통역을 그만두었다.
그 후 미국 유학을 결심, 도미하였다. 옷이 없던 그는 당시 중앙학교에 근무하던 은사인 남상협(南相協)에게서 입던 헌 양복을 빌려입고 출국했으며, 그 후 일본을 거쳐 미국으로 도미하였다. 길을 잘못찾아 상하이로 건너갔던 그는 미국으로 가는 길을 몰라 상하이로 온 백낙춘을 만났다.
백낙춘은 그에게 배삯을 주는 대신 미국으로 가는 길을 가르쳐주는 조건을 달았다. 그에게 미국으로 인도하는 조건으로 여비를 부담하였다. 배가 일본 요코하마를 경유, 당시 한국인이라는 것이 들통나면 일본경찰에 의해 본국으로 송환되었다. 그는 중국인 승객들이 노름하는 곳에 끼어 위기를 모면하고 백낙준과 미국에 도착했다. 미국 샌프란시스코에 도착한 그는 삯이 없어 한국인 교포의 주선으로 심부름꾼으로 일하기도 했다.
이후 남부 캘리포니아와 로스앤젤레스를 거쳐 LA근교 헌팅턴의 호텔에 종업원으로 취직하였다. 아이오와주 데이버 대학교 문학과에 입학하였고, 스스로 고학과 노동으로 학비를 조달했으며 1923년 미국 아이오와주 데이버 대학교를 졸업을 했다. 데이버 대학 졸업 직후 뉴욕으로 건너가서 노동을 하였다.
뉴욕에서 노동을 하던 중 크리스마스에 한국인 유학생들이 뉴욕에 모여 크리스마스 축하 행사를 할 때, 성탄절 기념 연극 '동방박사와 세사람'의 남자 주인공을 맡게 되었다. 같은 연극의 여자 주인공을 맡게 된 유학생 박마리아를 알게 되어 가까이 지내게 되었다.

### 일제 강점기 후반

#### 결혼과 귀국
미국에서 대한국민회 회장으로 있던 이승만을 만났고, 이승만의 동지회에 가담, 장덕수·윤치영·허정과 함께 '삼일신문'을 발간에 참여하였는데, 이 때부터 이승만의 측근이 되었다. 허정이 귀국하면서 그는 삼일신보를 인수, 운영하였으나 곧 경영난과 재정난으로 문닫게 되었다. 귀국후 허정과 다시 광산업을 동업하였다.

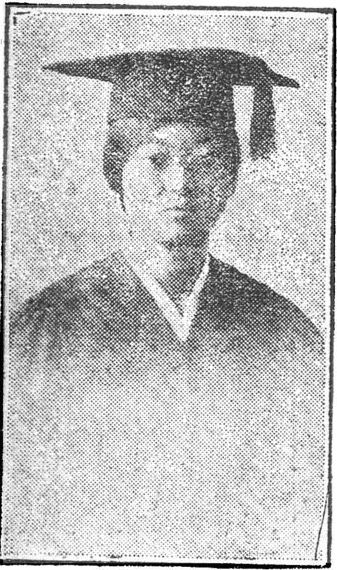
부인 박마리아
(이화여전 시절)

이후 주시경에게서 배운 필적이 문제되어 한때 일경의 감시를 받기도 했다. 유학시절 신민회 집회에서 박마리아를 만나 1931년 약혼했다가 박마리아의 귀국으로 약혼이 취소되었다. 박마리아는 이화여자대학교에 교수로 재직 중이었고 1934년(주: 신한민보 1934.08.23) 이기붕이 귀국하면서 다시 재회하여 1934.12.15(토) 결혼하였다.(주: 조선 중앙일보 소화9년11.29).결혼 당시 별다른 직업이 없었던 일로 장모의 반대가 심하였으나 아내 박마리아를 통해 어렵게 결혼 승락을 얻어냈다.

#### 상점 경영과 사업 실패
1934년 당시 이화여전에서 강사를 하고 있던 박마리아와 결혼하였다.
1934년 귀국 (주: 신한민보 1934.08.23) 후 이기붕은 북촌 일대에서 상점인 가회상회를 개업, 운영했지만 실패했고, 1934년 결혼 이후에는 중추원 참의 최남이 경영하던 종로 국일관 지배인을 지냈다. 이 무렵 부인 박마리아와의 사이에 장남 이강석(李康石), 장녀 이강희, 차남 이강욱(李康旭) 자녀들이 있었는데, 장녀 이강희는 서울 이화여자중학교 재학 중 병으로 사망했기에 자녀들은 두아들만 남았다. 다방 <종로>를 경영하기도 했고, 건축청부업 사무소 개설 등 잡다한 일을 거쳐 일제강점기 말기엔 허정(許政)과 함께 광산을 경영하기도 했지만, 사업수완이 없어서인지 빛을 보지 못한 채 그만두었다.
1940년 이후 조선총독부 당국으로부터 창씨개명 령이 떨어졌으나 그는 창씨개명을 거절하고 광산업과 상점 경영에 몰두하였다. 1945년 초 일제가 반체제 인사들을 숙청한다는 정보를 입수하고 경성부 도봉으로 은신, 숨어 지내다가 8월 광복을 맞았다.
해방을 맞이하기까지 약 10년간 뚜렷한 직장이 없이 기생요리집인 국일관에서 허드레 일을 하는 고용인으로 있었다고 한다. 해방 후 이승만이 귀국하자 그의 거처인 돈암장에서 집사를 하게 되었다.

### 정치 활동

#### 이승만의 비서

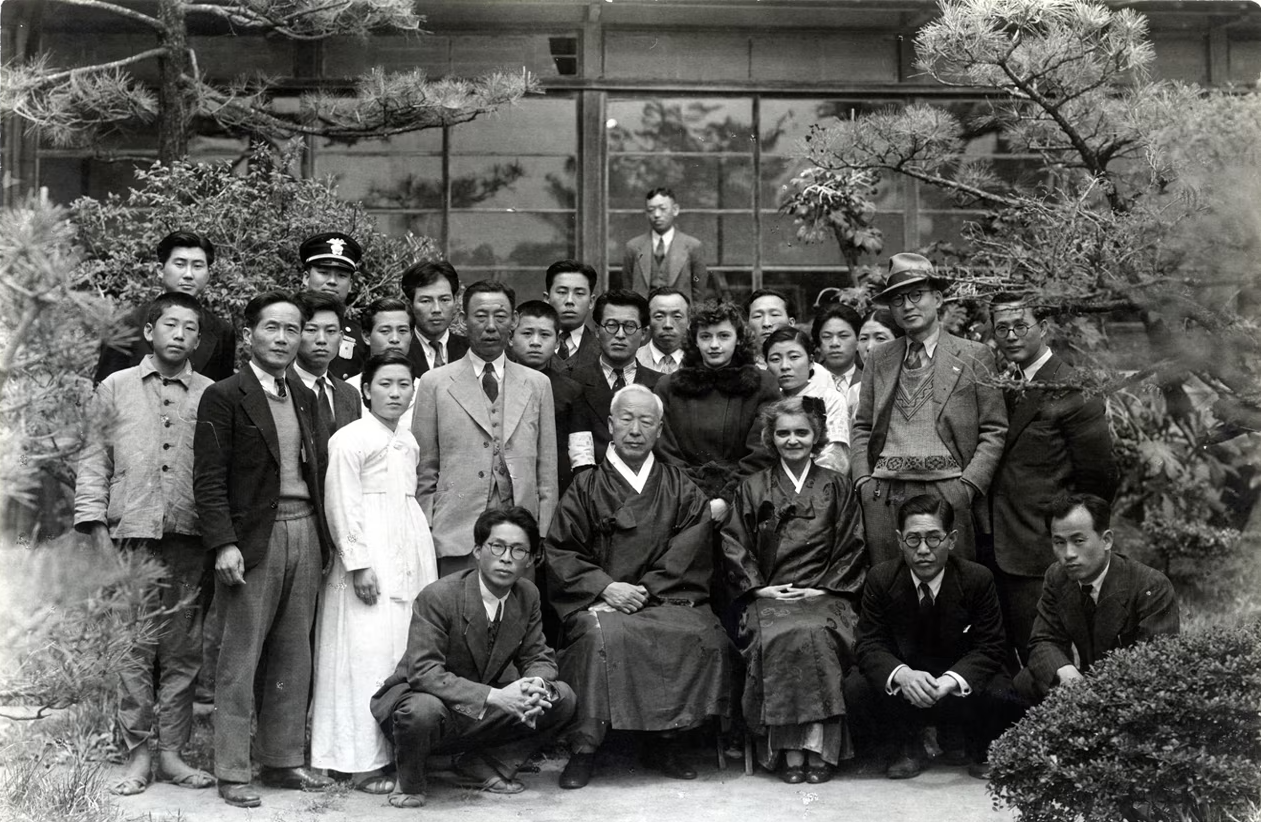
1946년 3월 26일, 이승만 생일을 맞아 돈암장에서 측근들과 함께 기념 촬영한 이승만 부부. 사진 왼쪽 넥타이를 매고 서있는 사람이 이기붕이다.

광복 이후, 1945년 9월 미군이 진주하자 미군정의 통역관으로 채용되었다. 군정청 통역관 당시 급료를 초콜렛과 캔디로 받았다. 10월 12일 이승만이 귀국하면서 그는 이승만의 첫 사저인 돈암장에서 이승만의 비서직으로 지내게 되는데, 이는 과거 이승만과 인연을 가진 것 덕분이었다. 이승만의 비서로 있던 중, 그의 다른 비서인 윤치영과는 경쟁관계에 놓이기도 했다.
이승만과 돈암장의 비서로 활동하던 그는 좌우합작과 신탁통치를 반대하는 이승만과 하지와의 관계가 악화되자 중간에 난처한 입장에 처하기도 했다. 별다른 지원 없이 이승만의 비서로 활동하면서 그는 집이 있는 북아현동에서 이승만의 사저가 있는 돈암동과 마포장으로 걸어서 출퇴근하였다.

#### 해방 정국의 활동

1945년 12월 19일 임시정부요인 환국기념회에서
(단상 두 번째 줄 좌측에서 두 번째가 이기붕, 맨끝은 그의 사돈 인척인 엄항섭, 단상 첫째 줄은 좌로부터 김구, 김규식, 최동오, 유동열)

프란체스카 도너와 친밀해진 박마리아의 주선으로 이승만의 신임을 얻어 급속히 순조로운 출세가도를 달리기 시작했다. 이후 윤치영의 부인 이은혜를 부담스러워 하던 프란체스카 도너가 이은혜를 멀리하고 이승만의 또다른 측근인 임영신을 돈암장에 출입금지 시키면서 그의 아내 박마리아가 프란체스카 도너의 시중을 들게 되었다. 이후 윤치영, 임영신 등이 자연스럽게 이승만의 곁에서 멀어지자 그가 이승만의 비서실장을 맡게 되었다.
그 일련의 수직상승 뒤에서 작용한 부인 박마리아의 절묘한 권모술수는 한국 사회에서 화제거리가 되었다. 1946년 대한기독교청년회연맹(YMCA) 이사·조선적십자사 이사를 지냈다.
이승만의 비서로 있을 때 방문자가 주고 간 고급양식기에 음식을 담았다가 이승만의 꾸지람을 듣기도 했다. 이승만은 비서들에게 값싼 질그릇에 음식을 담을 것을 지시하였으나 고급양식기에 음식을 담았다. 한 번은 이승만에게 '고급양식기는 두었다 무엇 하려고 안쓰고 싼 그릇을 또 쓰시라고 하십니까?'라고 질문했다가 이승만으로부터 질책을 당하였다.

#### 정부 수립 초기
1948년 5월 병원 입원으로 인하여 일시적으로 이승만의 비서실장 직을 내놓았다. 이후 8월 22일 대한민국 정부수립 후 대통령비서실 실장이 되었고, 윤보선의 뒤를 이어 1949년 6월부터 1949년 8월까지 서울특별시 시장을 지냈다. 1949년 8월부터 1951년 5월 8일까지 다시 서울시장에 재선되었다.
건강이 좋지 않았던 그는 1950년 6월 한국 전쟁 초기에 피신하지 못하고 조선인민군이 서울을 점령한 상황에 은신해 있다가 대전으로 내려왔다. 한국전중이던 1951년, 국민방위군 사건으로 국방장관 신성모를 몰아내면서 1951년 5월부터 1952년 3월까지 제3대 국방부 장관을 지내어 국민방위군 사건을 처리하였고 1951년 12월 자유당 창당 조직에 참여하였다.
국민방위군 사건 관련자를 엄격히 처벌하려다가 다른 이승만의 측근들로부터 '이승만 반대세력의 앞잡이로 김모 등을 죽이려 한다'는 모함을 당하기도 했으나 이승만이 듣지 않아 위기를 모면하였다. 1952년 9월부터 1960년 4월까지 제17대 대한체육회 회장을 역임했고 대한체육회 회장으로 재임중 제6대 대한올림픽위원회(KOC) 위원장을 겸임하였다.

#### 자유당 활동과 국회부의장
1951년 이승만의 지시로 이범석, 장택상, 전진한, 박용만 등과 정당 창당 작업에 착수, 이범석 등과 함께 자유당을 창당하였다. 자유당 창당 초기, 부당수에 피선된 원외자유당의 이범석과 경쟁관계에 놓였다. 그러나 부당수 이범석의 세력이 강해지는 것을 두려워한 이승만과, 이승만의 곁에서 이범석, 윤치영 등 강경파를 분리시키려는 미국의 움직임 등에 의해 이범석이 평당원으로 격하당하면서 그는 자유당의 2인자로 부상하였다.
1953년 12월 자유당 중앙위원회 의장이 되면서 이범석의 족청계(族靑系) 세력을 축출하였고, 1954년 6월부터 1960년 4월 사망할 때까지 세 차례에 걸쳐 민의원의장에 당선되었으며, 1955년부터는 국제올림픽위원회(IOC) 초대 의원에 피선되었다. 이러면서 그는 권력의 '제2인자'로 등극하였고, 1954년에는 이승만의 대통령 장기집권을 위해 사사오입 개헌을 강행하여 가결시키게 만들었다. 그러나 이는 그가 지시한 것 보다 그의 하수인들에 의해 시도되었다는 반론도 있다. 이 무렵 그의 집은 '서대문 경무대'라고 불릴 정도로 권력이 집중되고 있었다.
1954년 11월 자유당이 이승만의 3선을 확정하기 위해 분주히 움직일 때 이기붕은 대통령 면담을 요청하는 김영삼, 김철안, 김상도 등 4명의 경무대를 방문자를 이승만에게 인도했다. 이때 김영삼은 이승만의 앞에서 3선개헌은 안되며 이번으로 끝나야 한다는 의견을 즉석에서 건의하였으나 묵살되었다. 3선 개헌소식이 보도될 때 다시 경무대를 방문한 김영삼은 이승만 대통령에게 "박사님, 개헌하시면 안 됩니다. 국부(國父)로 남으셔야 합니다."라고 했다. 그때 이승만은 80대였는데 불쾌해한 나머지 손을 떨었다 한다. 그러더니 별말 없이 뒷문으로 나가버렸다. 뒤에 이기붕은 김영삼을 찾아가 화를 내며 "왜 쓸데없는 말을 해서 노인을 화나게 하느냐?"고 나무랐다고 한다.
제1공화국 후반기에서의 이기붕 권력은 막강했었다. 그 대표적인 예를 들어서 혁명 직전까지만해도 이기붕에 대한 찬양하는 내용의 서적이 자주 출간되기도 하였는데 그 중 '민족의 해와 달'이란 책을 들을 수 있다. 여기서 '민족의 해'는 대통령 이승만을 지칭, '민족의 달'은 이기붕을 지칭한다. 이 책에 나오는 내용은 두 사람의 전기와 사상을 찬양하는 내용으로 채워져 있다. 그만큼 이기붕은 제1공화국에서 영향력이나 권력이 얼마나 막강했는지를 보여준다. 1955년 11월 중앙대학교에서 명예법학박사 학위를 수여받았다.

#### 부통령 낙선
그는 실제로 매우 병약했는데, 권력욕이 강해 이정재를 비롯한 정치깡패들과 연계, 주먹의 힘을 빌어 자신의 정치적 역량을 키웠다.
1956년 5월, 부통령 선거에 자유당 공천으로 출마하였으나 민주당의 장면(張勉)에게 패하여 낙선하였다. 이기붕의 권력 장악에 반발한 장택상, 윤치영, 이윤영 등 친여 정치인들이 대통령 후보 없는 부통령 후보로 출마했는데, 이들의 출마 때문에 여당 성향의 표가 분산된 결과였다. 같은 해 그는 민의원의장에 재선되었다. 그리고 그로부터 4년뒤 1960년 선거에서 부통령 후보로 다시 출마한다.
1956년 10월 13일 배재학원 운동장에서 열린 제1차 여야 민의원 친선 야구대회에 참석하여 축사를 낭독했다.
1957년에는 자기 아들 이강석을 이승만의 양자로 입적시켰다. 이승만은 양녕대군의 15대손이고, 그의 아들인 이강석은 효령대군의 17대 손이므로 손자 항렬인즉 서로서로 모두 촌수가 맞지 않으나 이승만의 양자로 입적된 것이다. 또한 같은 해인 1957년 장택상의 초대를 받고, 장택상의 경기도 시흥 별장에서 조병옥과 여야 영수회담을 하였다. 1957년 가을 장택상, 민주당의 장면 등과 선거법 협상을 벌여 후보난립을 막기 위해 출마자의 기탁금제를 신설(40만환)하고 선거비용 제한, 선거관계자만 선거운동을 할 수 있게 하는등 법을 대폭 손질하고 의석(선거구)도 203개에서 233개로 늘렸다.
이기붕은 낙선의 위기가 오자 비서를 보내 이정재의 선거를 빼앗기로 마음먹고 설득을 했으나 이정재는 분노하였고 자신의 말을 듣지 않자 이천의 선거를 빼앗기 위해 경찰을 동원하여 죄목을 정치테러와 집회테러, 선거테러, 국회테러 등 황금마차 습격사건과 충정로 도끼사건을 이용하여 동대문패를 모두 구속하고 이정재를 협박했다. 이정재는 결국 선거를 빼앗기고 정치권력을 못잡게되었다. 서대문구에서 경기도 이천으로 선거구를 옮긴 이기붕은 1958년 제4대 민의원의원에 당선되고 민의원의장에도 재선되었다. 자신의 정치적 텃밭을 이기붕에게 빼앗긴 이정재는 이로 인하여 이기붕의 곁에서 떠나 한동안 은둔생활을 하였다. 민주당 후보 연윤희는 당과 사전에 협의도 없이 느닷없이 입후보를 사퇴한 후 잠적했다가 5일 만에 국회기자실에 나타나 "이기붕씨와의 대결에서 승산이 없기 때문에 사퇴했다."고 말했다. 1958년 11월 순국선열추념회 회장이 되었다.

### 생애 후반

#### 장면과의 갈등
3대 부통령 선거 이후에는 9·28 장면 암살 미수 사건을 계기로 이승만의 측근이었다가 민주당으로 간 장면 역시 적으로 만들었다. 11월 이기붕은 피격 후 입원중인 장면에게 병문안을 갔는데, 장면은 9·28 사건의 배후를 이기붕이라고 확신하고 있었다.
응급 치료를 받고 즉시 집으로 돌아갔는데, 30분도 못 되어 이번에는 이기붕 씨가 찾아오는 것이 아닌가. 저격을 당한 나(장면)를 위로하러 온 것은 감사했지만 어딘가 조작된 각본 같아서 불쾌했다. 내가 천연스런 표정을 짓고 있는 만송(晩松)에게 “여보시오, 정치라는 건 이렇게 해야 한단 말이오?” 하고 쏘아붙였더니, 그는 잠시 아무 말도 못했다. 평소 같으면 여유 있는 농담으로 이 말을 받아넘겼을 것이다.

만송은 한참만에 “장 박사, 무슨 말씀을 그렇게 하시오?” 이렇게 겨우 얼버무리는 그의 얼굴은 어쩐 셈인지 몹시도 창백했다. 한마디로 제대로 할말이 없었던 모양이다. 워낙 다급했던지 변명할 생각도 하지 않고 자리를 뜨는 것이었다.

저격을 받고 난 나의 심경은 담담한 것이었다. 이왕 각오한 바를 당했으니 올 것이 왔나보다 하였을 뿐이다. 세상에서 떠든 대로 사건은 매우 복잡한 것이었던 모양이다.

1960년 3월 17일자 동아일보. 3.15 부정선거 개표결과 이승만 대통령 4선 당선, 이기붕 부통령 당선을 보도한 기사.

장면은 1956년 9월 28일에 일어난 자신의 암살 미수 사건의 배후로 이기붕을 지목했고, 1960년 재수사 결과 이기붕의 측근들이 개입한 것으로 확인되었다.

#### 몰락의 전조
이기붕은 이승만의 측근 및 자유당 내에서도 많은 적을 양산하였다. 윤치영을 적으로 만들었고, 자유당 경선 과정에서는 이범석과 라이벌이 되었으며, 이승만의 다른 측근이자 월남 청년을 대표하던 이윤영도 적으로 돌렸다. 윤치영등은 그의 낙선을 위해 부통령 후보로 출마하였고, 이윤영은 노골적으로 이기붕을 낙선시기키 위해 부통령에 출마한다.에 언급하기도 했다.
윤치영은 1956년 부통령 선거에 출마하면서 '나는 만송이 부통령으로 당선이 된다면 그를 에워싼 아첨배들의 극성으로 나라의 장래를 그르칠 것이라고 염려가 되었고, 그러한 그들의 파당책 작폐를 예방하려는 뜻에서 내가 속해 있는 대한국민당의 부통령 후보로 나서기로 결심하였다. 당선되리라는 예상 보다는 내가 고약하게 보고 있는 무리들에 업힌 이기붕 후보만은 무슨 일이 있어도 낙선시켜야 한다는 하나의 사명감 때문이었다.'고 하였다.
1959년 이윤영은 나라의 운이 다 되었다고 생각하고 이승만에게 진언을 하러 경무대로 찾아갔다. 그러나 이기붕이 못만나게 해 놓아서 결국 이윤영은 뜻을 이루지 못하고 돌아섰다. 대통령 면회를 거절당하자 이윤영은 다시 부통령 후보에 입후보하였다. 주위에서 부통령 입후보는 해서 무엇하느냐고 말리기도 하였다. 그러나 이윤영은 이기붕을 낙선시키기 위해서 출마한다고 하였다.
씨름판에 나가는 사람이 꼭 이기려고 나가느냐? 씨름에 져도 잠뱅이나 찢으려 나가는 거지! 이기붕이를 떨구기 위해서다.

이기붕은 사람을 보내 이윤영에게 돈 1억원을 보내드릴 터이니 사퇴하고 자기를 밀어줄 것을 제안하였으나 이윤영은 크게 나무라고 해서 되돌려보냈다. 이승만의 측근들 중에서도 적을 만들었던 이기붕은 부통령 선거에서 낙선하고 말았다. 이기붕에게 호의적이었거나 동정심을 보인 인물은 장택상과 민주당의 조병옥과 허정 등이 있었다.

### 만년

수도육군병원으로 옮겨진 이기붕의 시신

1960년 제5대 부통령 선거에서 자유당 부통령 후보자로 출마하였다.
3·15 부정선거를 통해 부통령에 당선되었으나, 4·19 혁명이 일어나자 정계 은퇴를 선언하였다.
4.19 혁명의 도화선이 되었던 1960년의 3.15 부정선거는 임기를 마칠 가망이 없는 고령의 이승만을 대통령으로 당선시키기 위한 것이었다기보다는 대통령 유고시 승계권을 가진 부통령의 지위에 이기붕을 앉히려는 것이었다.
4월 28일 새벽, 이승만 정권의 몰락으로 자신이 위험에 처해진 이기붕은 미국으로 도주하려고 했었으나, 경무대 별관에서 당시 육군 소위로 복무 중이던 아들 이강석(李康石)이 권총으로 이기붕과 박마리아, 동생인 이강욱(李康旭)을 차례로 쏘아 죽이고 자살하여 그의 일가족은 멸문지화를 당하였다.(이에는 이강석이 죽였는지 다른 누가 죽였는지 논란이 있다. 4.19혁명참고)

## 사후
1960년 4월 28일 서거하였다. 이기붕과 일가의 시신은 비서들의 의해 수습되어 1960년 4월 30일 수도육군병원 교회에서 장례식을 치렀다. 장례식에는 이승만, 프란체스카 도너, 허정 등 내각 인사, 여야 국회의원 일부가 참여하고, 장지는 망우리 공동묘지, 먼저 죽은 딸 이강희의 묘 근처에 이기붕 내외의 묘, 아들 이강욱, 이강석의 묘가 그 아래, 먼저 죽은 이강희의 묘소 옆에 조성되었다.
그들 내외가 살던 집은 제2공화국 당시 국가에 환수되어 집터에 4·19혁명기념도서관이 건립되었다.

## 학력
- 재동보통학교 졸업
- 일본 고베 중학교(前) → 일제 강점기 경성부 보성고등보통학교 졸업
- 연희전문학교 중퇴
- 아이오와 대학교 철학 학사

### 명예 박사 학위
- 1955년 중앙대학교 명예법학 박사

## 평가
대한민국 14대 대통령을 지낸 김영삼은 '밑에 사람들이 보좌를 잘 못했고 이기붕이 건강이 안 좋은 사람이었는데도 대통령 욕심이 있었다.'고 평가하였다.

## 가족 관계
효령대군(이보)의 후손으로, 보성군 이합-율원군 이종-여양군 이자겸-전성군 이대 가문의 후손이며, 명종(이환) 대의 권신 이량의 13대손이 된다.
부인 박마리아(朴瑪利亞)에게서 2남 1녀를 두었으나 딸 이강희는 요절하였고, 두 아들 또한 미혼으로 후손은 없다.
그이외의 친인척으로는 육촌 형 이기룡(李起龍) 선생, 사돈 엄항섭 등이 있었다.
그리고 마지막으로, 1962년 3월 30일을 기하여 일가(10촌 동생)인 전직 제일은행 은행장 이기호(李起虎)의 차남 이강복(李康福)을 사후양자로 입양, 서울 종로구 구청에 입양수속을 했다.
- 종증조 : 이회순(李會淳, 1811년 ~ 1875년)
- 증조부 : 이회정(李會正)
- 증조모 : 의령남씨, 남영교(南泳敎)의 딸
  - 종조부 : 이덕우(李悳宇, 1842년 ~ 1905년)
    - 당숙 : 이정의(李定儀, 1870년 ~ 1938년경)
    - 당숙모 : 풍천임씨(1859년경 ~ 1909년경), 임환(任煥)의 딸
      - 재종형 : 이기룡(李起龍, 1885년 ~ 1958년경), 대학 교수
      - 재종형수 : 풍천임씨(1883년경 ~ 1964년경), 임재호(任載鎬)의 딸

  - 조부 : 이석우(李錫宇, 1853년 12월 21일 ~ 1881년 11월 23일)
  - 조모 : 백천조씨(1849년 8월 29일 ~ 1911년경?), 조용재(趙容在)의 딸
    - 백부 : 이순의(李淳儀, 1872년경? ~ 1908년경?)
    - 백모 : 청주한씨(1868년경? ~ 1936년경?), 한하주(韓夏周)의 딸
      - 종형 : 이기복(李起福, 1892년경 ~ 1972년경)
      - 종형수 : 충주지씨(1891년경 ~ 1966년경), 지광래(池光萊)의 딸

    - 생부 : 이낙의(李洛儀, 1876년 4월 25일 ~ 1904년경?)
    - 생모 : 송정현(1875년 8월 7일 ~ 1946년경?), 송규원(宋圭元)의 딸
      - 부인 : 박마리아(朴瑪利亞, 1906년 7월 19일 ~ 1960년 4월 28일)
        - 장녀(친맏딸) : 이강희(李康姬, 1935년 12월 19일 ~ 1949년 5월 31일) - 요절
        - 장남(친장자) : 이강석(李康石, 1937년 2월 5일 ~ 1960년 4월 28일)
        - 양자(양차자) : 이강복(李康福, 1937년 6월 11일 ~ ) - 생부 이기호(李起虎, 1905년~1971년)의 2남 2녀 가운데 차남(막내아들)으로, 생부(이기호 대한민국 전직 제일은행 대표 은행장)는, 양부(이기붕 대한민국 전직 제3대 국방부 장관)의 친가 10촌 남동생.
        - 차남(친차자) : 이강욱(李康郁, 1940년 5월 26일 ~ 1960년 4월 28일)
- 외할아버지 : 송규원(宋圭元)

## 기타
이기붕 자신은 온화한 인물로 그 정도까지 권력에 집착하는 성격은 아니었다고 한다. 4.19를 초래한 장본인으로서의 비참한 말로는 악처 박마리아 부인의 도를 넘는 내조의 공이 초래한 불행이었을지도 모른다는 평이 있다.
이승만 정권의 제2인자로서 무소불위의 권력을 휘두르다가 4·19 혁명으로 몰락하여 비극적인 최후를 맞이하고 가문이 절멸했다는 점에서 조선 광해군 때 대북파 영수이자 정권의 제2인자로서 막강한 권세를 휘두르다가 인조반정으로 몰락하여 참형을 당하고 멸문지화를 당한 관송 이이첨과 비교된다.
또한 그들의 주인이었던 광해군과 이승만은 정계에서 몰락한 이후 각각 제주도와 하와이에서 살다가 병으로 사망하였는데, 두 사람은 유배와 망명이라는 차이점이 있으나, 끝내 본토로 돌아오지 못하고, 만년을 도서지역에서 생활하다가 현지에서 병사했다는 공통점이 있다. 다만 이기붕과 이이첨의 차이점도 있는데 이이첨은 현재의 총리급인 정승급 품계에 오르기는 했지만, 현재의 삼부요인 또는 오부요인에 해당하는 삼정승 자리에는 끝내 오르지 못했고 이기붕은 조선시대 정승급에 해당하는 총리급까지 올라서 국회의장까지 했다는 것이 차이점이다.
그리고 이승만은 하와이에서 서거한 후 국내로 송환되어 국립서울현충원에 안장되었지만 이이첨의 주인인 광해군은 죽은 후 나름대로 왕자의 예로 갖춰서 남양주에 안장이 되기는 했지만 능제가 생략된 형식으로 안장된 것도 차이점이라고 볼 수 있다. 그리고 광해군과 이이첨이 속했던 대북파는 인조반정 이후 모두 몰살당했으며 대북파 인사들도 대부분 몰살당했는데 이승만과 이기붕이 이끌던 자유당도 몰락하고 그 쪽에서 활동하던 자유당 인사들과 이승만 정부 인사들은 이후에 구속이 되어 재판을 받고 형을 선고받는다는 점도 똑같다는 점이다.
하지만 광해군과 이이첨의 대북파 인사들은 대부분 사형당하거나 유배를 가지만 이와 달리 이승만과 이기붕이 속한 자유당 인사들과 이승만 정부의 인사들은 형을 선고받은 뒤에 5.16 군사정변으로 등장한 박정희 군사정권에 의해 일부를 제외하면 거의 대부분 특별사면으로 석방되었고 이후에도 군사정권에서 장관직에 진출하거나 정치를 계속 하는 경우도 있고, 기업인이나 언론인, 정치자문 담당인사, 보수성향 시민단체 인사로 변신하는 경우도 있었는데 이 점에서도 차이점이 드러난다고 볼 수 있다.

## 대중 매체

### 텔레비전 드라마
- 박규채 - 1982년 ~ 1983년 (제1공화국) MBC 드라마
- 양재성 - 1985년 (새벽) KBS1 드라마
- 박규채 - 1987년 (산하) MBC 드라마
- 박규채 - 1989년 (제2공화국) MBC 드라마
- 권성덕 - 1989년 (무풍지대) KBS2 드라마
- 권성덕 - 1998년 (삼김시대) KBS 드라마
- 이인철 - 2002년 ~ 2003년 (야인시대) SBS 드라마
- 현석 - 2004년 (명동백작) EBS 드라마

### 라디오 드라마
- 안종국 - 1970년 정계야화, 동아방송
- 안종국 - 1988년 4월, 격동30년 MBC라디오

### 영화
- 장민호 - 1967년 (경무대 비화 잘돼갑니다) 영화

## 관련 서적
- 조병옥과 이기붕 (이형 저, 삼일서적, 2002)
- 강준만, 한국현대사산책:1950년대 편2 (인물과사상사, 2006)
- 강준만, 한국현대사산책:1960년대 편1 (인물과사상사, 2006)
- 홍우출판사, 정계야화 (전2권) (홍우출판사, 1966)
- 신태양사, 내가 걸어온 길 내가 걸어갈 길(나의 정치백서) (신태양사, 1957)
- 박용만, ≪경무대 비화≫, 한국정경사, 1965.
- ≪만송 리기붕 선생≫, 국제 시보사, 1960.
- ≪친일파 군상≫, 국제시보사, 1960.
- 편집부, 한국사 시민강좌:제43집 (일조각, 2008)

## 역대 선거 결과
|  | 58.63% |

|  | 44.0% |

|  | 0% |

|  | 79.2% |

## 같이 보기
- 4·19 혁명

## 참고 자료
- 이기붕 - 대한민국헌정회
- 이기붕가 출입명부 열어젖히니…59년판 X파일? 한겨레 2006-03-17일자